# Marta Milani
Marta Milani (ur. 9 marca 1987 w Treviglio) – włoska lekkoatletka, sprinterka i biegaczka średniodystansowa.
Specjalizuje się w biegu na 400 metrów i biegu na 800 metrów. Odpadła w eliminacjach biegu na 400 metrów i zajęła 4. miejsce w sztafecie 4 × 400 metrów na młodzieżowych mistrzostwach Europy w 2007 w Debreczynie. Na kolejnych młodzieżowych mistrzostwach Europy w 2009 w Kownie zajęła 6. miejsce w biegu na 400 metrów i 5. miejsce w sztafecie 4 × 400 metrów. Odpadła w eliminacjach sztafety 4 × 400 metrów na mistrzostwach świata w 2009 w Berlinie.
Zdobyła brązowy medal w sztafecie 4 × 400 metrów (w składzie: Chiara Bazzoni, Milani, Maria Enrica Spacca i Libania Grenot) na mistrzostwach Europy w 2010 w Barcelonie (po dyskwalifikacji z powodu dopingu sztafety rosyjskiej), a w biegu na 400 metrów zajęła 7. miejsce. Na halowych mistrzostwach Europy w 2011 w Paryżu zajęła 6. miejsce w biegu na 400 metrów i 4. miejsce w sztafecie 4 × 400 metrów. Odpadła w półfinale biegu na 400 metrów i eliminacjach sztafety 4 × 400 metrów na mistrzostwach świata w 2011 w Daegu, a także w eliminacjach sztafety 4 × 400 metrów na mistrzostwach Europy w 2012 w Helsinkach. Odpadła w eliminacjach biegu na 800 metrów na halowych mistrzostwach Europy w 2013 w Göteborgu.
Zajęła 5. miejsce w biegu na 800 metrów na igrzyskach śródziemnomorskich w 2013 w Mersin. Odpadła w eliminacjach tej konkurencji na mistrzostwach świata w 2013 w Moskwie, a sztafeta 4 × 400 metrów z jej udziałem została w finale zdyskwalifikowana. Odpadła w eliminacjach sztafety 4 × 400 metrów na halowych mistrzostwach świata w 2014 w Sopocie.
Na mistrzostwach Europy w 2014 w Zurychu odpadła w eliminacjach biegu na 800 metrów, a na mistrzostwach Europy w 2016 w Amsterdamie w eliminacjach biegu na 400 metrów. Była rezerwową zawodniczką w sztafecie 4 × 400 metrów na igrzyskach olimpijskich w 2016 w Rio de Janeiro.
Zdobyła brązowy medal w sztafecie 4 × 400 metrów (w składzie: Raphaela Lukudo, Ayomide Folorunso, Bazzoni i Milani) na halowych mistrzostwach Europy w 2019.
Milani była mistrzynią Włoch w biegu na 400 metrów w 2011, w biegu na 800 metrów w latach 2012–2014 oraz w sztafecie 4 × 400 metrów w latach 2008, 2009 i 2011–2018, a w hali była mistrzynią swego kraju w biegu na 400 metrów w 2010 i 2011 oraz w biegu na 800 metrów w 2014.
Jest byłą rekordzistką Włoch w sztafecie 4 × 400 metrów na otwartym stadionie z czasem 3:25,71 (1 sierpnia 2010 w Barcelonie).
Rekordy życiowe Milani:
- bieg na 400 metrów  – 51,86 (28 sierpnia 2011, Daegu)
- bieg na 800 metrów  – 2:01,35 (17 lipca 2012, Lignano Sabbiadoro)
- bieg na 400 metrów (hala) – 53,09 (19 lutego 2011, Ankona)
- bieg na 800 metrów (hala) – 2:05,32 (17 lutego 2013, Ankona)